# North-Holland Publishing Company
North-Holland Publishing Company is een Nederlandse wetenschappelijke uitgeverij die in 1931 is opgericht. Sinds 1970 is ze een imprint van de wetenschappelijke uitgeverij Elsevier, onderdeel van het RELX-concern.

## Geschiedenis

### Oprichting
De uitgeverij begon op 13 augustus 1931 haar geschiedenis als de Noord-Hollandsche Uitgevers Maatschappij in Amsterdam. Oprichter was de Amsterdamse burgemeesterszoon Gerrit de Vlugt, eigenaar en directeur van het calvinistische dagblad De Standaard en de drukkerij Holland. Met deze uitgeverij kon De Vlugt voldoen aan de wensen van de Koninklijke Hollandsche Maatschappij der Wetenschappen. Hij verzorgde daarvoor reeds hun publicaties, maar met zijn nieuwe uitgeverij kon hij ook de verkoop en boekhouding van de genootschaps uitgaven voor zijn rekening nemen. Aangezien het genootschap alles betaalde, hoefde Van Vlugt geen eigen geld te investeren.

### Daan Frank
In 1936 kwam Menkes Daniël ('Daan') Frank (Haarlem, 1913 - 1995) in dienst van de firma aan de Nieuwezijds Voorburgwal 68-70 in Amsterdam, die nauwelijks drie werknemers telde. Hij was het die de uitgeverij uitbouwde tot een vooraanstaande wetenschappelijke uitgeverij.

## Archief
- Een deel van het archief van Frank berust bij Allard Pierson, de collecties van de Universiteit van Amsterdam.